# Ramaria rubripermanens
Espèce
Ramaria rubripermanens est une espèce de champignons de la famille des Gomphaceae. Elle a été décrite par Currie Marr et Daniel Stuntz en 1973 dans l'État de Washington. Le sporophore pousse sur le sol. Il mesure 9  à   13 cm de large et 9  à   16 cm de hauteur. Les jeunes chapeaux sont blanchâtres à jaune clair, avec des pointes variant du rose au rouge. En séchant, ils deviennent fauve avec une nuance rougeâtre. L’espèce ressemble à Ramaria botrytis et s'en distingue par ses spores plus petites, mesurant 8  à   13 μm sur 3,5  à   4,5 μm. R. rubripermanens est connue de l'État de Washington à l'Oregon.